# نظرية التعلق وعلم النفس الديني
يستكشف بحث نظرية التعلّق وعلم النفس الديني الطرق التي يستوفي من خلالها الإيمان بالله معايير شكل التعلّق، إذ يدرس أيضًا الطريقة التي تفضي الفروق الفردية من خلالها إلى مسارات متوافقة أو تعويضية.

## مدخل إلى نظرية التعلّق
طوّر عالم النفس التطوّري جون بولبي نظرية التعلّق في عام 1969. ارتكزت نظرية التعلّق في بادئ الأمر على الملاحظة التي تفيد بأن البشر مولودون بمنظومة نفسية بيولوجية فطرية («منظومة التعلّق السلوكي»)، إذ تحفّزهم هذه المنظومة على التماس القرب من الأشخاص الآخرين المهمّين (أشكال التعلّق). كانت هذه النظرية الثورية موضع تطبيق في العديد من الموضوعات، مثل الصداقات والعلاقات الرومانسية والتعامل مع التوتر والوحدة والحزن.
تحدّث بولبي عن منظومة التعلّق السلوكي بوصفها منظومةً سلوكيةً متطوّرةً وموجودةً لدى البشر وغيرهم من الرئيسيات، إذ صُمّمت هذه المنظومة من خلال الانتقاء الطبيعي بهدف الحفاظ على القرب بين الناس وأشكال التعلّق الخاصة بهم. افترض بولبي أن منظومة التعلّق متماشية مع نظرية التحكّم بالنظم، أو منظومة تصحيح الهدف، أو المنظومة المتماثلة. تراقب المنظومة القرب من مقدّم الرعاية الأساسي والأصدقاء والحيوانات الأليفة والشركاء الرومانسيين، وتقارنه بالمستوى المطلوب من القرب. إن كان شكل التعلق غير متوفر أو قريب بما يكفي، تُنشّط سلوكيات التعلّق ثمّ تُعطّل عندما يصبح شكل التعلّق كافياً.
تتمركز منظومة الاستكشاف على «الجانب الآخر» من التعلّق. تُلغى منظومة التعلق عند تفعيل منظومة الاستكشاف. تُبقي منظومة التعلق كلًّا من مقدّم الرعاية الرئيسي أو الشريك الرومانسي البالغ أو الحيوانات الأليفة أو الأصدقاء قريبين، بينما تسعى منظومة الاستكشاف إلى السماح باكتساب وممارسة مهارات جديدة أثناء استكشاف البيئة. تلعب هاتان الوظيفتان دورًا حاسمًا في تحديد وتمييز علاقات التعلّق من بين أنواع العلاقات الشخصية الأخرى. غالبًا ما يقلّل الأفراد المتعلّقون المتزعزعون من سلوكياتهم الساعية إلى القرب بشكل دفاعي، أو يزيدون من هذه السلوكيات ليصبحوا أكثر قربًا من شكل التعلّق. يُفسّر هذين السلوكين بشكل مفاهيمي على أنهما إحجام عن الاتصال بالآخرين (يصل الشخص إلى حد لا يستطيع فيه الوثوق بشكل التعلّق، ويسعى جاهدًا للحفاظ على الاستقلال السلوكي والمسافة العاطفية)، أو تعلّق مصحوب بالقلق (يصل الشخص إلى حد يجعله يقلق من أن يكون شكل التعلّق غير متاح لأسباب منها شكّ الشخص المتعلّق باستحقاقه للحب وبقيمته).

## الله بوصفه شكل تعلّق
يمتلك التحليل النفسي تاريخًا طويلًا في تحديد مفهوم العقيدة الدينية في إطار العلاقة بين الذات والآخرين. يترك تصوّر المؤمن المتديّن لوجود علاقة بينه وبين إله أو الله الباب مفتوحًا أمام المسألة المتمثّلة فيما إذا كانت هذه العلاقة مندرجة تحت مسمّى علاقة تعلّق. يُعتبر استخلاص التشابهات بين المعتقدات المرتبطة بالله والنماذج العقلية لأشكال التعلّق أمرًا سهلًا، لكن يصعب تحديد فيما إذا كان الله «فعلًا» شكل تعلّق. بالإضافة إلى ذلك، أظهرت الأبحاث -مثل بحث سيمون ولو (2003) - أن كلًا من تعلّق الراشدين والتعلّق بالله ظاهرتان مميزتان بصورة جوهرية. يشير كيركباتريك إلى ارتباط منظومة التعلّق لدى العديد من الناس المؤمنين بأديان مختلفة بشكل أساسي مع تفكيرهم ومعتقداتهم ومنطقهم فيما يتعلّق بالله وعلاقتهم به. وفقًا لهذه النظرية، يجب أن تثبت معرفتنا بكيفية عمل عمليات التعلّق في العلاقات غير الدينية جدواها فيما يتعلّق بفهم الطرق التي يرى الناس من خلالها الله وتفاعلهم معه.

### التماس القرب من الله والحفاظ عليه
تتضمّن إحدى الوظائف البيولوجية لمنظومة التعلّق الحفاظ على القرب بين الشخص وشكل التعلّق الخاص به وفقًا لبولبي. تقدّم الأديان العديد من الطرق التي يمكن للمؤمنين من خلالها الحفاظ على قربهم من الله. تصف معظم التقاليد التوحيدية الله على أنه كلّي الوجود، أي أنه متواجد في كلّ الأماكن وفي جميع الأوقات. على الرغم من اعتبار هذا الأمر أحد الجوانب الأساسية الدينية التي تخلق قربًا من الله، إلا أنه ليس السبيل الوحيد. تمتلك جميع الأديان مكانًا أو مبنىً يستطيع المؤمنون المجيء إليه بهدف العبادة والتقرّب من إلههم أو الله. تحتوي أماكن العبادة هذه على مجموعة من الأصنام والرموز داخلها وخارجها؛ مثل الأعمال الفنية أو المجوهرات أو صور الصلبان التي تتجسّد وظيفتها في تذكير المؤمنين بقرب الله. يرى كلّ من جرانكفيست وكيركباتريك الصلاة بوصفها أهم وسائل الحفاظ على قرب المؤمنين من الله.

### الله بوصفه ملاذًا آمنًا
يرى بولبي أن شكل التعلّق وظيفة من وظائف منظومة التعلّق، الذي يعمل بوصفه ملاذًا آمنًا في أوقات الخطر أو التهديد. وصف بولبي ثلاث مواقف من شأنها تنشيط سلوكيات التعلّق: (1) الحوادث البيئية المخيفة أو المرعبة، (2) المرض أو الأذى أو التعب، (3) الانفصال عن شكل التعلّق أو تهديده بالانفصال.

### الله بوصفه قاعدة آمنة
توفّر «القاعدة الآمنة» أمانًا يسمح باستكشاف الفرد لبيئته. ترى معظم التعاريف الله بوصفه كلّي الوجود وكلّي القدرة وكلّي العلم. وصف بولبي القاعدة الآمنة وأثرها النفسي على هذا النحو: «عندما يكون الفرد واثقًا من وجود شكل التعلّق بجانبه كلّما رغب في ذلك، يصبح هذا الشخص أقل عرضةً للخوف الشديد أو المزمن مقارنةً بالشخص الذي لا يمتلك هذه الثقة لأي سبب من الأسباب».  يمكننا أن نفهم بسهولة سبب اعتبار الله أكثر قواعد الأمان أمانًا.
غالبًا ما يوصف الله في الكتاب الديني المقدّس على أنه داعم الشخص وملاذه وسنده وقوّته، جنبًا إلى جنب مع العديد من المصطلحات الأخرى التي تجسّد علاقة التعلّق. يشير البحث الذي أجراه مايرز (1992) - وفقًا لما أشار إليه كلُ من جرانكفيست وكيركباتريك-  حول النتائج النفسية المرتبطة بـ «التعلّق بالله» (مثل الإيمان الديني الذي يدفع المؤمنين للشعور بالتفاؤل والأمل في المستقبل) إلى ارتباط بعض أشكال التديّن على الأقل بنوع من أنواع الثقة والثقة بالنفس بوصفها نهجًا من نهج الحياة التي توفّر قاعدةً آمنةً.